# Џон Адамс (мини-серија)
Џон Адамс (енгл. John Adams) америчка је мини-серија која прати политички и приватни живот америчког председника Џона Адамса и његову улогу у оснивању Сједињених Америчких Држава. Улогу Адамса тумачи Пол Џијамати. Мини-серију су испратиле одличне критике. Пројекат је освојио четири Златна глобуса и 13 Еми награда, што је више од било које мини-серије до тада. Укупан буџет износио је око 100 милиона долара.

## Списак епизода
| Редни број | Назив епизоде     | Премијерно емитовање |
| ---------- | ----------------- | -------------------- |
| 1          | Join or Die       | 16. март 2008.       |
| 2          | Independence      | 16. март 2008.       |
| 3          | Don't Tread on Me | 23. март 2008.       |
| 4          | Reunion           | 30. март 2008.       |
| 5          | Unite or Die      | 6. април 2008.       |
| 6          | Unnecessary War   | 13. април 2008.      |
| 7          | Peacefield        | 20. април 2008.      |